# Jayavarman VII
Jayavarman VII, död 1218, var en kambodjansk monark. Han var kung av Khmerriket mellan 1181 och 1218. Han räknas som den av Khmerrikets kungar som etablerade buddhismen i Khmerriket. 